# Copa Máster de Supercopa 1992
La Copa Máster de Supercopa 1992 fue la primera edición del torneo organizado por la Confederación Sudamericana de Fútbol. Fue disputada por los equipos que se habían consagrado campeones en las cuatro primeras ediciones de la Supercopa Sudamericana: Racing Club y Boca Juniors, de Argentina; Olimpia, de Paraguay; y Cruzeiro, de Brasil. Se llevó a cabo en la ciudad de Buenos Aires, en Argentina, entre los días 27 y 31 de mayo.
Boca Juniors se consagró campeón al superar en la final a Cruzeiro con un marcador de 2-1. El título le permitió disputar la Copa de Oro Nicolás Leoz 1993 ante los clubes brasileños São Paulo, Cruzeiro y Atlético Mineiro, campeones de la Copa Libertadores 1992, Supercopa Sudamericana 1992 y Copa Conmebol 1992, respectivamente.

## Formato y equipos participantes
El torneo se desarrolló en la ciudad de Buenos Aires, en Argentina. Los cuatro equipos participantes se separaron en dos llaves de semifinales, disputadas a un único partido. Los ganadores se enfrentaron en la final, mientras que los perdedores se cruzaron en el partido por el tercer puesto. Todos los encuentros se jugaron en el Estadio José Amalfitani. En cualquier caso de empate, el vencedor fue definido mediante los tiros desde el punto penal.
Los cuatro equipos que participaron fueron:
| País                      | Equipo                   | Competición ganada                                                                  |
| ------------------------- | ------------------------ | ----------------------------------------------------------------------------------- |
| Argentina 2 participantes | Boca Juniors Racing Club | Campeón de la Supercopa Sudamericana 1989 Campeón de la Supercopa Sudamericana 1988 |
| Brasil 1 participante     | Cruzeiro                 | Campeón de la Supercopa Sudamericana 1991                                           |
| Paraguay 1 participante   | Olimpia                  | Campeón de la Supercopa Sudamericana 1990                                           |

## Resultados

### Cuadro de desarrollo
|  | Semifinales               | Semifinales |                           |       | Final | Final |
|  |                           |             |                           |       |       |       |
|  | 27 de mayo – Buenos Aires |             |                           |       |       |       |
|  |                           |             |                           |       |       |       |
|  | Boca Juniors              | 1           |                           |       |       |       |
|  | Boca Juniors              | 1           | 31 de mayo – Buenos Aires |       |       |       |
|  | Olimpia                   | 0           |                           |       |       |       |
|  | Olimpia                   | 0           | Boca Juniors              | 2     |       |       |
|  | 29 de mayo – Buenos Aires |             | Boca Juniors              | 2     |       |       |
|  |                           | Cruzeiro    | 1                         |       |       |       |
|  | Racing Club               | Cruzeiro    | 1                         | 1 (1) |       |       |
|  | Racing Club               |             |                           | 1 (1) |       |       |
|  | Cruzeiro (p)              | 1 (3)       |                           |       |       |       |
|  | Cruzeiro (p)              | 1 (3)       | Tercer y cuarto puesto    |       |       |       |
|  |                           |             |                           |       |       |       |
|  | 31 de mayo – Buenos Aires |             |                           |       |       |       |
|  |                           |             |                           |       |       |       |
|  | Olimpia                   | 2           |                           |       |       |       |
|  | Olimpia                   | 2           |                           |       |       |       |
|  | Racing Club               | 1           |                           |       |       |       |

### Semifinales
| 27 de mayo de 1992 | Boca Juniors | 1:0 (1:0) | Olimpia | Estadio José Amalfitani, Buenos Aires |                             |
|                    | Cabañas 1'   |           |         | Árbitro(s): Ernesto Filippi           | Árbitro(s): Ernesto Filippi |

| 29 de mayo de 1992 | Racing Club                            | 1:1 (1:0) (1:3 p.)         | Cruzeiro                                  | Estadio José Amalfitani, Buenos Aires |                                 |
|                    | Paz 40'                                |                            | Charles 79'                               | Árbitro(s): Enrique Marín Gallo       | Árbitro(s): Enrique Marín Gallo |
|                    |                                        | Tiros desde el punto penal |                                           |                                       |                                 |
|                    | Basualdo · C. Torres · Borelli · Núñez |                            | Paulo Roberto · Paulão · Charles · Nonato |                                       |                                 |

### Partido por el tercer puesto
| 31 de mayo de 1992 | Racing Club        | 1:2 (1:1) | Olimpia         | Estadio José Amalfitani, Buenos Aires |                                 |
|                    | Borelli 32' (pen.) |           | Campos 34', 84' | Árbitro(s): Salvador Imperatore       | Árbitro(s): Salvador Imperatore |

### Final
| 31 de mayo de 1992 | Boca Juniors              | 2:1 (1:1) | Cruzeiro  | Estadio José Amalfitani, Buenos Aires                                |                                                                      |
|                    | Soñora 27' · Giuntini 74' |           | Édson 37' | Asistencia: 1.053 espectadores espectadores Árbitro(s): Jorge Nieves | Asistencia: 1.053 espectadores espectadores Árbitro(s): Jorge Nieves |

| 1          | POR        | Carlos Navarro Montoya   |    |
| 4          | DEF        | Diego Soñora             |    |
| 2          | DEF        | Juan Simón               |    |
| 6          | DEF        | Alejandro Giuntini       |    |
| 3          | DEF        | Luis Abramovich          |    |
| 5          | MED        | Walter Pico              |    |
| 8          | MED        | Blas Giunta              |    |
| 11         | MED        | Antonio Apud             | 61 |
| 7          | DEL        | Sergio Saturno           | ET |
| 9          | DEL        | Alberto Márcico          |    |
| 10         | DEL        | Roberto Cabañas          |    |
| Entrenador | Entrenador | Óscar Washington Tabárez |    |

| 1          | POR        | Zé Carlos     |    |
| 2          | DEF        | Paulo Roberto |    |
| 3          | DEF        | Paulão        |    |
| 4          | DEF        | Célio Lúcio   |    |
| 6          | DEF        | Nonato        |    |
| 5          | MED        | Ademir        |    |
| 14         | MED        | Luís Fernando | 71 |
| 8          | MED        | Boiadeiro     |    |
| 15         | MED        | Édson         | 74 |
| 10         | DEL        | Cleisson      |    |
| 9          | DEL        | Charles       |    |
| Entrenador | Entrenador | Jair Pereira  |    |

| 16 | DEL | Gabriel Amato | 61 |

| 17 | MED | Riva    | 71 |
| 11 | DEL | Andrade | 74 |

| Anotado | 27' | Diego Soñora       | 1:0 |
| Anotado | 74' | Alejandro Giuntini | 2:1 |

| Anotado | 37' | Édson | 1:1 |

| Árbitro | Jorge Nieves |

| 1          | POR        | Carlos Navarro Montoya   |    |
| 4          | DEF        | Diego Soñora             |    |
| 2          | DEF        | Juan Simón               |    |
| 6          | DEF        | Alejandro Giuntini       |    |
| 3          | DEF        | Luis Abramovich          |    |
| 5          | MED        | Walter Pico              |    |
| 8          | MED        | Blas Giunta              |    |
| 11         | MED        | Antonio Apud             | 61 |
| 7          | DEL        | Sergio Saturno           | ET |
| 9          | DEL        | Alberto Márcico          |    |
| 10         | DEL        | Roberto Cabañas          |    |
| Entrenador | Entrenador | Óscar Washington Tabárez |    |

| 1          | POR        | Zé Carlos     |    |
| 2          | DEF        | Paulo Roberto |    |
| 3          | DEF        | Paulão        |    |
| 4          | DEF        | Célio Lúcio   |    |
| 6          | DEF        | Nonato        |    |
| 5          | MED        | Ademir        |    |
| 14         | MED        | Luís Fernando | 71 |
| 8          | MED        | Boiadeiro     |    |
| 15         | MED        | Édson         | 74 |
| 10         | DEL        | Cleisson      |    |
| 9          | DEL        | Charles       |    |
| Entrenador | Entrenador | Jair Pereira  |    |

| 16 | DEL | Gabriel Amato | 61 |

| 17 | MED | Riva    | 71 |
| 11 | DEL | Andrade | 74 |

| Anotado | 27' | Diego Soñora       | 1:0 |
| Anotado | 74' | Alejandro Giuntini | 2:1 |

| Anotado | 37' | Édson | 1:1 |

| Árbitro | Jorge Nieves |

|                                  |
| Bandera de Argentina             |
| Campeón Boca Juniors 1.er título |

## Estadísticas

### Goleadores
| Jugador            | Club         | Goles |
| ------------------ | ------------ | ----- |
| Jorge Luis Campos  | Olimpia      | 2     |
| Roberto Cabañas    | Boca Juniors | 1     |
| Rubén Paz          | Racing Club  | 1     |
| Charles            | Cruzeiro     | 1     |
| Jorge Borelli      | Racing Club  | 1     |
| Diego Soñora       | Boca Juniors | 1     |
| Alejandro Giuntini | Boca Juniors | 1     |
| Édson              | Cruzeiro     | 1     |